# Varzim Sport Clube
Il Varzim Sport Clube, noto come Varzim SC, è una società calcistica portoghese con sede nella città di Póvoa de Varzim, fondata il 25 dicembre 1915 sotto il nome di Varzim Foot-Ball Clube attualmente milita nella Terceira Liga, la terza divisione portoghese.
Nella sua storia ha partecipato 21 volte al campionato di massima divisione.

## Campionati e coppe nazionali
| Stagione  |     | Pos. | Ca. | V  | N  | P  | GF | GS | P  | Coppa   | Note       |
| --------- | --- | ---- | --- | -- | -- | -- | -- | -- | -- | ------- | ---------- |
| 1963-1964 | 1D  | 10   | 26  | 8  | 4  | 14 | 37 | 57 | 20 |         |            |
| 1964-1965 | 1D  | 11   | 26  | 8  | 4  | 14 | 39 | 55 | 20 |         |            |
| 1965-1966 | 1D  | 8    | 26  | 9  | 7  | 10 | 40 | 38 | 25 |         |            |
| 1966-1967 | 1D  | 10   | 26  | 8  | 6  | 12 | 29 | 42 | 22 |         |            |
| 1967-1968 | 1D  | 12   | 26  | 7  | 3  | 16 | 27 | 50 | 17 |         |            |
| 1968-1969 | 1D  | 9    | 26  | 7  | 8  | 11 | 32 | 49 | 22 |         |            |
| 1969-1970 | 1D  | 6    | 26  | 10 | 8  | 8  | 31 | 26 | 28 |         |            |
| 1970-1971 | 1D  | 14   | 26  | 7  | 4  | 15 | 23 | 52 | 18 |         | retrocessa |
| ...       |     |      |     |    |    |    |    |    |    |         |            |
| 1976-1977 | 1D  | 7    | 30  | 10 | 11 | 9  | 36 | 36 | 31 |         |            |
| 1977-1978 | 1D  | 10   | 30  | 9  | 7  | 14 | 26 | 38 | 25 |         |            |
| 1978-1979 | 1D  | 5    | 30  | 11 | 10 | 9  | 30 | 29 | 32 |         |            |
| 1979-1980 | 1D  | 10   | 30  | 8  | 10 | 12 | 37 | 45 | 26 |         |            |
| 1980-1981 | 1D  | 14   | 30  | 8  | 8  | 14 | 27 | 31 | 24 |         |            |
| 1981-1982 | 2DN | ?    | ?   | ?  | ?  | ?  | ?  | ?  | ?  |         | promossa   |
| 1982-1983 | 1D  | 12   | 30  | 8  | 10 | 12 | 23 | 39 | 26 |         |            |
| 1983-1984 | 1D  | 8    | 30  | 10 | 9  | 11 | 32 | 39 | 29 |         |            |
| 1984-1985 | 1D  | 15   | 30  | 2  | 13 | 15 | 23 | 49 | 17 |         | retrocessa |
| 1985-1986 | 2DN | ?    | ?   | ?  | ?  | ?  | ?  | ?  | ?  |         | promossa   |
| 1986-1987 | 1D  | 7    | 30  | 8  | 13 | 9  | 24 | 29 | 29 |         |            |
| 1987-1988 | 1D  | 17   | 38  | 7  | 16 | 15 | 31 | 52 | 30 |         | retrocessa |
| ...       |     |      |     |    |    |    |    |    |    |         |            |
| 1990-1991 | 2H  | 16   | 38  | 10 | 13 | 15 | 42 | 39 | 33 |         | retrocessa |
| ...       |     |      |     |    |    |    |    |    |    |         |            |
| 1996-1997 | 2H  | 2    | 34  | 18 | 5  | 11 | 49 | 52 | 59 |         | promossa   |
| 1997-1998 | 1D  | 17   | 34  | 6  | 11 | 17 | 26 | 51 | 29 |         | retrocessa |
| 1998-1999 | 2H  | 8    | 34  | 13 | 9  | 12 | 51 | 46 | 48 |         |            |
| 1999-2000 | 2H  | 4    | 34  | 17 | 9  | 8  | 53 | 33 | 60 |         |            |
| 2000-2001 | 2H  | 2    | 34  | 19 | 7  | 8  | 53 | 34 | 64 |         | promossa   |
| 2001-2002 | 1D  | 15   | 34  | 8  | 8  | 18 | 27 | 55 | 32 |         |            |
| 2002-2003 | 1D  | 16   | 34  | 10 | 6  | 18 | 38 | 51 | 36 | quarti  | retrocessa |
| 2003-2004 | 2H  | 4    | 34  | 16 | 10 | 8  | 44 | 36 | 58 |         |            |
| 2004-2005 | 2H  | 10   | 34  | 11 | 10 | 13 | 37 | 42 | 43 |         |            |
| 2005-2006 | 2H  | 4    | 34  | 13 | 13 | 8  | 47 | 39 | 52 |         |            |
| 2006-2007 | 2H  | 7    | 30  | 12 | 8  | 10 | 34 | 37 | 44 | 4 turno |            |

## Rosa 2022-2023
Aggiornata al 21 febbraio 2023.
| N. |                       | Ruolo | Calciatore     |
| -- | --------------------- | ----- | -------------- |
| 1  | Portogallo (bandiera) | P     | Ismael Lekbab  |
| 2  | Brasile (bandiera)    | D     | Raí Ramos      |
| 3  | Portogallo (bandiera) | D     | André Micael   |
| 5  | Brasile (bandiera)    | C     | Rafael Assis   |
| 6  | Italia (bandiera)     | C     | Luca Gardin    |
| 7  | Brasile (bandiera)    | C     | Lessinho       |
| 8  | Portogallo (bandiera) | C     | André Leão     |
| 9  | Brasile (bandiera)    | A     | Heliardo       |
| 10 | Portogallo (bandiera) | C     | Zé Tiago       |
| 11 | Ghana (bandiera)      | A     | George Ofosu   |
| 12 | Portogallo (bandiera) | D     | Tiago Cerveira |
| 13 | Portogallo (bandiera) | P     | Ricardo Nunes  |
| 16 | Portogallo (bandiera) | C     | Helder Barbosa |
| 17 | Portogallo (bandiera) | D     | João Reis      |

| N. |                       | Ruolo | Calciatore    |
| -- | --------------------- | ----- | ------------- |
| 18 | Brasile (bandiera)    | C     | Murilo        |
| 20 | Portogallo (bandiera) | C     | Zé Carlos     |
| 22 | Portogallo (bandiera) | D     | Luís Pinheiro |
| 23 | Portogallo (bandiera) | D     | Luís Pedro    |
| 24 | Portogallo (bandiera) | P     | Tiago Pereira |
| 27 | Portogallo (bandiera) | C     | Luís Silva    |
| 28 | Portogallo (bandiera) | C     | Tiago Torres  |
| 32 | Portogallo (bandiera) | D     | Rodrigo Rêgo  |
| 33 | Brasile (bandiera)    | A     | Agdon         |
| 34 | Nigeria (bandiera)    | C     | Nathan Sheye  |
| 41 | Brasile (bandiera)    | D     | Cássio Scheid |
| 49 | Portogallo (bandiera) | C     | Bruno Tavares |
| 77 | Portogallo (bandiera) | C     | Tavinho       |
| 82 | Portogallo (bandiera) | C     | Tomás Silva   |

## Rosa 2021-2022
Aggiornata al 5 marzo 2022.
| N. |                       | Ruolo | Calciatore     |
| -- | --------------------- | ----- | -------------- |
| 1  | Portogallo (bandiera) | P     | Ismael Lekbab  |
| 2  | Brasile (bandiera)    | D     | Raí Ramos      |
| 3  | Portogallo (bandiera) | D     | André Micael   |
| 5  | Brasile (bandiera)    | C     | Rafael Assis   |
| 6  | Italia (bandiera)     | C     | Luca Gardin    |
| 7  | Brasile (bandiera)    | C     | Lessinho       |
| 8  | Portogallo (bandiera) | C     | André Leão     |
| 9  | Brasile (bandiera)    | A     | Heliardo       |
| 10 | Portogallo (bandiera) | C     | Zé Tiago       |
| 11 | Ghana (bandiera)      | A     | George Ofosu   |
| 12 | Portogallo (bandiera) | D     | Tiago Cerveira |
| 13 | Portogallo (bandiera) | P     | Ricardo Nunes  |
| 17 | Portogallo (bandiera) | D     | João Reis      |
| 18 | Brasile (bandiera)    | C     | Murilo         |

| N. |                       | Ruolo | Calciatore    |
| -- | --------------------- | ----- | ------------- |
| 20 | Portogallo (bandiera) | C     | Zé Carlos     |
| 22 | Portogallo (bandiera) | D     | Luís Pinheiro |
| 23 | Portogallo (bandiera) | D     | Luís Pedro    |
| 24 | Portogallo (bandiera) | P     | Tiago Pereira |
| 27 | Portogallo (bandiera) | C     | Luís Silva    |
| 28 | Portogallo (bandiera) | C     | Tiago Torres  |
| 32 | Portogallo (bandiera) | D     | Rodrigo Rêgo  |
| 33 | Brasile (bandiera)    | A     | Agdon         |
| 34 | Nigeria (bandiera)    | C     | Nathan Sheye  |
| 41 | Brasile (bandiera)    | D     | Cássio Scheid |
| 49 | Portogallo (bandiera) | C     | Bruno Tavares |
| 77 | Portogallo (bandiera) | C     | Tavinho       |
| 82 | Portogallo (bandiera) | C     | Tomás Silva   |

## Rosa 2020-2021
Aggiornata al 25 gennaio 2021.
| N. |                       | Ruolo | Calciatore      |
| -- | --------------------- | ----- | --------------- |
| 1  | Portogallo (bandiera) | P     | Ismael Lekbab   |
| 2  | Portogallo (bandiera) | D     | Pedro Miranda   |
| 3  | Portogallo (bandiera) | D     | André Micael    |
| 4  | Camerun (bandiera)    | C     | Nego Tembeng    |
| 7  | Brasile (bandiera)    | C     | Lessinho        |
| 8  | Brasile (bandiera)    | C     | André Vieira    |
| 9  | Nigeria (bandiera)    | A     | Ahmed Isaiah    |
| 10 | Turchia (bandiera)    | A     | Yusuf Mert Tunç |
| 11 | Nigeria (bandiera)    | C     | Sodiq Fatai     |
| 12 | Portogallo (bandiera) | D     | Tiago Cerveira  |
| 13 | Portogallo (bandiera) | P     | Ricardo Nunes   |
| 14 | Portogallo (bandiera) | C     | Paulo Moreira   |
| 16 | Portogallo (bandiera) | C     | Rui Moreira     |
| 17 | Ghana (bandiera)      | A     | George Ofosu    |
| 18 | Capo Verde (bandiera) | D     | Tiago Almeida   |
| 20 | Guinea (bandiera)     | C     | Ibrahima        |

| N. |                       | Ruolo | Calciatore        |
| -- | --------------------- | ----- | ----------------- |
| 21 | Mali (bandiera)       | D     | Boubakary Diarra  |
| 22 | Portogallo (bandiera) | D     | Luís Pinheiro     |
| 23 | Portogallo (bandiera) | D     | Luís Pedro        |
| 27 | Portogallo (bandiera) | D     | Michael Douglas   |
| 29 | Portogallo (bandiera) | C     | André Leão        |
| 33 | Brasile (bandiera)    | A     | Agdon             |
| 34 | Nigeria (bandiera)    | A     | Christian Irobiso |
| 41 | Brasile (bandiera)    | P     | Thiago Valle      |
| 44 | Portogallo (bandiera) | D     | Gonçalo Silva     |
| 46 | Portogallo (bandiera) | D     | Nélson Agra       |
| 50 | Portogallo (bandiera) | C     | Nuno Valente      |
| 77 | Portogallo (bandiera) | D     | Rui Coentrão      |
| 88 | Colombia (bandiera)   | C     | Jhon Rentería     |
| 93 | Capo Verde (bandiera) | A     | Patrick Fernandes |
| 99 | Senegal (bandiera)    | C     | Baba Sow          |

## Rosa 2019-2020
Aggiornata al 29 luglio 2019.
| N. |                        | Ruolo | Calciatore       |
| -- | ---------------------- | ----- | ---------------- |
| 1  | Portogallo (bandiera)  | P     | Ismael Lekbab    |
| 3  | Brasile (bandiera)     | D     | Hugo Gomes       |
| 4  | Brasile (bandiera)     | D     | Alan Henrique    |
| 7  | Brasile (bandiera)     | A     | Felipe Augusto   |
| 8  | Brasile (bandiera)     | A     | Willian Dias     |
| 9  | Colombia (bandiera)    | A     | Leonardo Acevedo |
| 10 | Serbia (bandiera)      | C     | Marko Pavlovski  |
| 11 | Inghilterra (bandiera) | A     | Levi Lumeka      |
| 12 | Portogallo (bandiera)  | D     | Tiago Cerveira   |
| 16 | Portogallo (bandiera)  | C     | Rui Moreira      |
| 17 | Ghana (bandiera)       | A     | George Ofosu     |
| 19 | Portogallo (bandiera)  | P     | Serginho         |
| 20 | Portogallo (bandiera)  | C     | Minhoca          |
| 21 | Portogallo (bandiera)  | D     | Zé Diogo         |

| N. |                       | Ruolo | Calciatore             |
| -- | --------------------- | ----- | ---------------------- |
| 22 | Burundi (bandiera)    | C     | Christophe Nduwarugira |
| 23 | Portogallo (bandiera) | D     | Luís Pedro             |
| 28 | Nigeria (bandiera)    | A     | Stanley Awurum         |
| 31 | Portogallo (bandiera) | A     | Ricardo Barros         |
| 44 | Portogallo (bandiera) | D     | Gonçalo Silva          |
| 46 | Portogallo (bandiera) | D     | Nélson Agra            |
| 61 | Portogallo (bandiera) | D     | João Amorim            |
| 67 | Portogallo (bandiera) | C     | Frédéric Maciel        |
| 77 | Portogallo (bandiera) | A     | Rui Coentrão           |
| 97 | Brasile (bandiera)    | P     | Mártin Becker          |
| 98 | Portogallo (bandiera) | C     | Pedro Ferreira         |
| 99 | Senegal (bandiera)    | C     | Baba Sow               |
|    | Turchia (bandiera)    | A     | Yusuf Mert Tunç        |

## Rose delle stagioni precedenti
- 2007-2008
- 2011-2012
- 2016-2017

## Palmarès

### Competizioni nazionali
- Segunda Divisão: 4

1962-1963, 1975-1976, 1995-1996, 2011-2012
- Terceira Divisão: 1

1961-1962

### Altri piazzamenti
- Coppa del Portogallo:

Semifinalista: 1977-1978
- Taça Ribeiro dos Reis:

Quarto posto: 1962-1963
- Segunda Liga:

Secondo posto: 1996-1997, 2000-2001
- Campeonato de Portugal:

Terzo posto: 2014-2015